# T-37 Tweet
De Cessna T-37 Tweet was het eerste opleidingsvliegtuig met straalmotor voor de USAF.
Het deed decennia lang dienst bij de Amerikaanse luchtmacht, sinds 1956. Leerlingen deden hier ervaring in op voor ze naar de geavanceerdere toestellen zoals de Northrop T-38 Talon over stapten. De USAF is echter in 2001 begonnen om de T-37's te vervangen door de Beechcraft T-6 Texan II. Totaal werden er 1269 Cessna T-37 gebouwd, de USAF stelde in 2009 de T-37 buiten gebruik.

## Geschiedenis

### Beschrijving
De T-37 is een opleidingstoestel met twee straalmotoren. De piloten zitten naast elkaar onder een achterwaarts scharnierende kap. Hij heeft rechte laaggeplaatste vleugels, schietstoelen en een normaal stabilo. Verder een intrekbaar driepotig landingsgestel: een neuswiel en twee wielen onder de vleugels. De afstand tussen de vleugelwielen is vrij groot: 4,3 meter. Door de grote spoorbreedte en het stuurbare neuswiel is het een vrij makkelijk toestel om op de grond te verrijden. Er zit een luchtrem achter de neuswieldeur. Aerodynamisch gezien is het een vrij 'schoon' vliegtuig. Omdat hij vrij laag bij de grond staat werden er onder de luchtinlaten schermpjes gebouwd die omhoog komen zodra het landingsgestel uitklapt. Deze voorkomen dat er steentjes en dergelijke in de motoren gezogen worden.

### Ontwikkeling
In het voorjaar van 1952 begon bij de Amerikaanse luchtmacht behoefte te ontstaan aan een trainingsvliegtuig met straalmotoren. Hierop werd aan meerdere vliegtuigbouwers gevraagd om met een voorstel te komen voor een TX 'Trainer Experimental' programma, met als enige eis dat het een tweezits straalopleidingstoestel moet zijn.
Uit de verschillende inzendingen werd die van Cessna gekozen. Cessna gaf dit project de voorlopige naam 'model 318'. De USAF koos voor de inzending van Cessna mede omdat de leerling-vlieger en instructeur naast elkaar konden zitten. Deze inzending werd verkozen boven o.a. de Fokker S.14 in licentiebouw van Fairchild. Cessna kreeg een contract voor 3 prototypes en 1 prototype voor statische tests. De USAF gaf er de naam XT-37 aan.
Het eerste prototype maakte zijn eerste vlucht in oktober 1954.
Nadat het eerste prototype crashte tijdens spintests, werden aan de twee andere prototypes verbeteringen aangebracht. Het hele stabilo werd onderhanden genomen en vergroot, zodat het vliegtuig beter bestuurbaar zou zijn in een overtrokken toestand. Ook werden er aerodynamische stukken langs de neus van het toestel geplaatst. Na deze modificaties was het toestel acceptabel maar nog steeds lastig uit een spin te halen.

## Productie
Er zijn in totaal 1269 T-37's gebouwd.

### T-37A
De productieversie van de XT-37 verschilde weinig van de prototypes, afgezien van een paar kleine wijzigingen o.a spingedrag.
De eerste T-37A was in september 1955 klaar en werd in juni 1956 in dienst genomen bij de USAF waar hij vanaf 1957 ingezet werd voor de bedoelde taak: het trainen van leerlingvliegers. Het was een geliefde kist, hij vloog goed, was enorm wendbaar en kan alle luchtacrobatiek aan.
De T-37 had drie nadelen: hij maakte een enorme herrie, zelfs voor een straalvliegtuig. Er kwam een hoog gepiep uit de luchtinlaat wat hem enkele interessante bijnamen opleverde: 'Screaming Mimi', 'the 6.000 pound dogwhistle' en 'converter', naar het omzetten van brandstof en lucht in geluid en rook.
Hier komt ook de 'echte' bijnaam vandaan: 'tweet' of 'tweety bird'.
Verder was het spin-gedrag verre van ideaal en was hij in ieder geval niet uitgerust met te sterke motoren. Er werden 444 T-37A's gebouwd.

### T-37B
De USAF bestelde 444 T-37a's en bekeek ook de mogelijkheden om hem voor observatietaken of grondondersteuning in te zetten. Hiervoor is uiteindelijk voor de Grumman OV-1 Mohawk gekozen. De USAF vond dat de T-37A's te weinig vermogen hadden, waarop besloten werd tot de bouw van de T-37B met opgewaardeerde J-69-T-25 motoren. Ook werd er verbeterde avionica ingebouwd.
De eerste T-37B werd in 1959 afgeleverd en er werden tot 1973 552 T-37B's geproduceerd. De openstaande orders van de USAF voor T-37A's werden omgezet in T-37B's en uiteindelijk werden alle T-37A's omgebouwd tot T-37B's. Vanwege een aantal ongelukken met vogels tussen 1965 en 1970 werden alle T-37's uitgerust met 12,7 mm dikke lexaan kappen. Deze kunnen een vogel van 1,8 kilo bij een relatieve snelheid van 460 km/h tegenhouden. Er werden 552 T-37B's gebouwd.

### T-37C
De T-37A's en B's hadden geen ingebouwde bewapening of bevestigingspunten voor wapens onder de vleugels. In 1961 begon Cessna met het ontwikkelen van een bewapende variant, bestemd voor de export en eventueel als wapentrainer voor de USAF. Het prototype was een gemodificeerde T-37B. De veranderingen behelsden onder meer versterkte vleugels en bevestigingspunten onder de vleugels. Deze dienden voor extra brandstoftanks (245 liter per stuk) en voor externe opslag van wapens, aan de buitenkant, naast de wielkasten.
Verder werd de General Electric multi purpose 'pod' geïnstalleerd. Hier zit het .50 Cal machinegeweer in met 200 schoten, 2 70mm vouwvin raketten en 4 oefenbommen. Aan de avionica werd een vizier toegevoegd en een camera voor het machinegeweer. Optioneel kon de T-37C ook met een verkenningscamera uitgerust worden. Ook konden er twee sidewinder raketten meegevoerd worden.
Al deze bewapening had ook zo zijn nadelen, zeker op het gewicht, aangezien er geen motor-upgrade plaatsvond. Er kwam in het totaal 650 kilo extra gewicht bij, maar door de tip-tanks werd het bereik naar 1770 kilometer vergroot. De topsnelheid kwam lager te liggen deze bedraagt 590 km\h. Van deze T-37C werden er 273 gebouwd, deze variant bleef in productie tot 1973.